# Prosinačke žrtve 20. prosinca 1943.
Prosinačke žrtve je naziv za skupinu šesnaestorice antifašista, koje su ustaše javno objesili u zagrebačkoj Dubravi 20. prosinca 1943. godine. Ovo je bilo prvo masovnije javno vješanje u Zagrebu. Na dan vješanja, ustašama su uspjeli pobjeći dvojica talaca, arhitekt Milovan Kovačević i Pio Jurčić.

## Prethodnica: diverzija u Sopnici
Početkom prosinca 1943. godine, politički komesar Turopoljsko-posavskog odreda, Marijan Badel, isplanirao je izvršenje diverzije na njemačkim skladištima municije kod sela Sopnice, koja su sadržavala oko 8500 tona municije. Uvečer 18. prosinca, tri grupe krenule su prema skladištima. Pošto su razoružali garnizon domobrana i evakuirali stanovnike sela, diverzanti su razmjestili eksploziv u četiri skladišta. Oko 20,00 sati, napustili su skladište, a poslije ponoći, oko 00,55 sati, eksplozije su uništile skladišta.

## Taoci
U znak osvete za izvršenu diverziju, ustaško Glavno ravnateljstvo za javni red i sigurnost NDH odlučilo je isti dan, bez suđenja, da se objesi osamnaest antifašista, većinom intelektualaca, koji su držani kao taoci za ovakve slučajeve. Ti ljudi nisu imali nikakve veze s izvršenom diverzijom, a bili su optuženi kao suradnici i inetelekualni začetnici diverzije. To su bili:
- Bogdan Ogrizović, rođen 1911. godine u Zagrebu. Profesor fizike u Prvoj i Petoj gimnaziji u Zagrebu. Godine 1943., postao je predsjednik NOO-a za Zagreb. Ustaše su ga uhitili 2. srpnja iste godine.
- Radovan Reicherzer, rođen 1910. godine u Bjelovaru. Profesor. Poslije okupacije Zagreba, radio je na organiziranju NOO-a.
- Petar Mihočević, rođen 1900. godine na Rabu. Novinar u Hrvatskom dojavnom uredu „Croatia“. Do hapšenja je raspačavao ilegalni materijal KPJ.
- Dr. Branko Ivakić, rođen 1906. godine u Karlovcu. Novinar u Hrvatskom dojavnom uredu „Croatia“. Surađivao je s Petrom Mihočevićem u organiziranju i djelovanju NOO-a u Zagrebu i skupljao priloge za Crvenu pomoć.
- Dr. Aleksandar Florić, rođen 1899. godine u Beču. Bio je tehnički fizičar u Zagrebu. Do hapšenja je djelovao u NOO-u i prikupljao pomoć za partizane.
- Stjepan Tomaš, rođen 1905. godine u Osijeku. Bio je povjerenik Glavnog ravnateljstva za promet u Zagrebu. U svibnju 1943., pristupio je ilegalnom NOO-u.
- Ljubomir Sokolović, rođen 1902. godine u Plasama kraj Sušaka. Umirovljeni pravnik u Zagrebu. Surađivao je s NOP-om, dobavljajući im oružje i municiju ilegalnim kanalima.
- Josip Šolaja, rođen 1899. godine u Cazinu. Radio je u Zagrebu kao viši tajnik Glavnog ravnateljstva za promet. Krajem 1942., je postao član NOO-a za Zagreb. Uhitili ga ustaše prilikom pokušaja prebacivanja partizanima 11. kolovoza 1943. godine.
- Pavao Budisavljević, rođen 1908. godine u Bilaju kraj Udbine. Surađivao s partizanima i opskrbljivao ih oružjem.
- Alojz Kocmur, rođen 1908. godine u Ljubljani. Prije Drugog svjetskog rata je neko vrijeme boravio u Sovjetskom Savezu i radio kao predavač u Samarkandu. Po povratku u Jugoslaviju, bio je uhićen i osuđen na deset godina zatvora. Kolovoza 1941., pobjegao iz zatvora u partizane. Kasnije su ga zarobili ustaše.
- Ivan Šimecki, rođen 1906. godine u Krašiću. Po zanimanju postolar. Bio je tajnik Trećeg rajona Mjesnog komiteta KPJ za Zagreb.
- Antun Puklavec, rođen 1908. godine u Ljutomeru. Radio kao postolar i bio tajnik Kotarskog komiteta KPJ u Križevcima.
- Stjepan Kozjak-Granđa, rođen 1911. godine u Šašinovcima kraj Svetog Ivana Zeline. Radio kao gostioničar u rodnom mjestu. Početkom 1943., postao član lokalnog NOO-a i prikupljao priloge za Crvenu pomoć.
- Nikola Truta, rođen 1910. godine u Zlarinu kraj Šibenika. Radio kao trgovački pomoćnik u Zagrebu. Srpnja 1943., postao član lokalnog NOO-a.
- Ivan Lepušić, rođen 1924. godine u Čučerju kraj Sesveta. Početkom kolovoza 1943. godine, prebacio se u partizane i bio borac Trećeg bataljuna Prve zagrebačke brigade. Ustaše su ga zarobili dok je izvršavao tajni zadatak.
- Ljubo Stanković, rođen 1903. godine u Ivancu. Radio kao krojač u Zagrebu. Radio za NOP kao kurir između zagrebačkih ilegalnih organizacija i Moslavačkog partizanskog odreda.
- Milovan Kovačević, rođen 1905. godine u Koprivnici. Radio kao arhitekt u Zagrebu. Ustaše su ga uhitili 12. svibnja 1943. godine, zbog pomaganja Crvenoj pomoći.
- Pio Jurčić, podrijetlom iz Istre.

## Vješanje
Ustaše su pokupili taoce oko 16,00 sati, dana 20. prosinca. Zatvorili su ih u dva kamiona i odvezli do tramvajskog okretišta, na zapadnom kraju Dubrave. Taoci su bili zatvoreni u obližnju mitnicu i zatim jedan po jedan pod pratnjom odvođeni na vješanje na improvizirana vješala. Vješala su zapravo bile mesarske kuke pričvršćene za telegrafske stupove, a o kuke su bile zavezane omče. Kada je došao red na Milovana Kovačevića, ustaše mu nisu uspjeli provući glavu kroz omču od prve, jer su ljestve bile preniske. Zatim su ga bacili na zemlju, izudarali čizmama i ostavili ga da leži („...I još prije nego me je S. mogao ponovo ščepati za kosu i povući omču na zatiljak, ja trgnem glavom, donju čeljust nekako iskrenem i – oslobodim se omče. Glava mi odmah padne na prsa, za njom se nagne i čitavo gornje tijelo, a čitava ta tužna i sablasna, jezovita i stravična lakoonska skupina sa mnom u zraku i s onima ispod mene izgubi ravnovjesje i ja se nađoh ležeći na zemlji...“).
Dvojica ustaša su otišla po više ljestve, treći pod strehu, jer je padala kiša, a četvrti nije obazirao pažnju na Kovačevića jer je mislio da je u nesvjesti. Kada su se dvojica ustaša s ljestvama počeli približavati, Kovačević je iskoristio nepažnju četvrtog ustaše, naglo se odbacio i potrčao među uličice Dubrave („...I u času kada su ona četvorica bila upravo između mene i onoga pod strehom, lijevom rukom pritegnem hlače sa stegana, desnim se laktom kao lopta odbacim sa zemlje i kao vjetar pojurim onim mračnim puteljkom...“). Ustaše su neko vrijeme pucali prema njemu, a onda su počeli pucati u drugom smjeru. Tada je s vješala pobjegao i Pio Jurčić. Naime, u trenutku izvršenja vješanja, na cesti je naišao kamion i zaslijepio ustaše farovima. Jurčić je pretrčao put ispred kamiona i isto nestao u uličicama. Milovan Kovačević je nakon tri dana lutanja uspio naići na partizane, nakon čega im se pridružio.

## Reakcije
Vijest o vješanju šesnaestorice antifašista bila je objavljena u nekoliko glasila NDH, poput „Nove Hrvatske“ i „Hrvatskog naroda“. U člancima nije bio spomenut bijeg dvojice s vješala. Njemački general Edmund Glaise von Horstenau izjavio je da Nijemci nisu imali nikakve veze s vješanjem, te da su o počinjenom zločinu saznali tek nakon njegova izvršenja. Vijest o vješanju brzo se proširila Zagrebom. Slavi Ogrizović, udovici Bogdana Ogrizovića, mnogi antifašistički raspoloženi građani Zagreba, od kojih većinu nije ni poznavala, slali su poklone na njenu adresu. Većina njih, u znak solidarnosti, nije kitila borove za Božić, a oni koji jesu, zbog djece, okitili su ih sa „šesnaest svjećica u spomen na šesnaest obješenih”. Vijest je ubrzo stigla i do partizana, pa je tako u Vjesniku 7. siječnja 1944. godine, bio objavljen članak o izvršenom zločinu.

## Poslije rata
Milovan Kovačević preživio je rat, ali mu se sredinom 1945. godine zdravstveno stanje zakompliciralo zbog posljedica prehlade. Milovan je na samrtničkoj postelji, u veljači 1946., ispričao svoje svjedočanstvo o zarobljavanju, mučenju u zatvoru na Savskoj cesti te bjegu s vješala, svome ocu Andriji, koji je sve to detaljno zabilježio. Ti zapisi su 2002. godine izdani u obliku knjige. Pio Jurčić je također preživio rat, a svoje je svjedočanstvo prenio povjesničarki Narcisi Lengel-Krizman.
U spomen na šesnaest obješenih, kipar Dušan Džamonja je izradio apstraktni spomenik, koji je 1960. godine postavljen na mjestu gdje je izvršeno vješanje. Poslije rata, trg kod tramvajskog okretišta dobio je ime Trg prosinačkih žrtava. Isto ime je nosila i glavna ulica koja ide kroz Dubravu. Ime ulice je 1990. godine promijenjeno u Avenija Dubrava.